# Cantón Isabela
Cantón Isabela är en kanton i Ecuador.   Den ligger i provinsen Galápagos, i den västra delen av landet, 1 400 km väster om huvudstaden Quito. Cantón Isabela ligger på ön Isabela.
Följande samhällen finns i Cantón Isabela:
- Puerto Villamil